# Hercule (film, 1918)
Pour les articles homonymes, voir Hercule (homonymie).
Pour plus de détails, voir Fiche technique et Distribution.
Hercule (L'ultima fatica di Ercole) est un moyen-métrage muet d'aventures italien réalisé par Emilio Graziani-Walter et sorti en 1918.

## Synopsis
Hercule est le célèbre héros mythologique à qui l'on a ordonné d'accomplir 12 travaux, dont la capture d'animaux étranges et la mise à mort d'amazones et d'oiseaux de fer.
Le dernier exploit du héros consiste à descendre aux enfers et à capturer, sans être vu du roi des morts Hadès, le monstrueux gardien à trois têtes Cerbère.

## Fiche technique
- Titre original italien : L'ultima fatica di Ercole
- Réalisateur : Emilio Graziani-Walter
- Scénario : Carlo Zangarini, Emilio Graziani-Walter
- Société de production : Walter Film
- Pays de production :  Royaume d'Italie
- Format : Noir et blanc - 1,33:1 - muet - 35 mm
- Durée : 50 minutes / 1 596 m (5 bobines)
- Genre : Film d'aventures
- Dates de sortie :
  - Royaume d'Italie : décembre 1918

## Distribution
- Adolfo Trouché : Hercule
- Jolanda Yoldy : Micetta
- Emilio Graziani-Walter

## Accueil critique
Considéré comme un péplum, Hercule est souvent cité comme les débuts à l'écran d'Hercule de la mythologie antique,. En réalité, ce film ainsi qu'Il trionfo di Ercole, réalisé par Francesco Bertolini en 1922, se déroulent au XXe siècle.
Selon les critiques à la sortie, le film est si mauvais qu'il ne devrait pas être montré au public. Selon un critique, il n'y a pas d'intrigue du tout et Trouché, qui interprète l'homme fort, est un échec complet dans le rôle d'une pâle copie de Maciste.